# 瑙鲁国徽
諾魯國徽是一面盾徽，分為上部、左下方和右下方。上方背景為金色織物，上有磷的符號，象徵當地的主要資源磷酸鹽。左下方為一隻立於懸於海上的T型架上的軍艦鳥，右下方為藍地，上有一節瓊崖海棠枝條。盾有一頂酋長在儀式時佩帶的、用羽毛、棕櫚葉子和鯊魚齒編成的冠冕。上方有一顆白色星，角數象徵了十二個部落，也反映了當地的傳統：瑙魯人是由兩塊巨石帶到世界上的。上方的綬帶以瑙魯語書有國名，下方綬帶以英語書有國家格言「上帝的旨意優先」。